# لا لیگوآ
لا لیگوآ (به اسپانیایی: La Ligua) یک شهرستان‌ در شیلی است که در Petorca Province واقع شده‌است. لا لیگوآ ۱٬۱۶۳٫۴ کیلومترمربع مساحت و ۳۲٬۱۳۱ نفر جمعیت دارد و ۱۲۶ متر بالاتر از سطح دریا واقع شده.